# Giulia Leonardi
Giulia Leonardi (ur. 1 grudnia 1987 w Cesenie) – włoska siatkarka grająca na pozycji libero.
W kwietniu 2022 roku poinformowała, że jest w zaawansowanej ciąży i tego roku urodziła syna Leonarda. Jej mężem jest obecny prezes włoskiej Serie A kobiet, Enzo Barbaro.

## Sukcesy klubowe
Puchar CEV:
- 2011, 2012, 2019

Puchar Włoch:
- 2012

Mistrzostwo Włoch:
- 2012
- 2014, 2016, 2017

Superpuchar Włoch:
- 2012

Liga Mistrzyń:
- 2015
- 2013